# 2976
2976 (số La Mã: MMCMLXXVI). Trong lịch Gregory, năm đó là năm thứ 2976 của Anno Domini; năm thứ 976 của thiên niên kỷ thứ 3; năm thứ 76 của thế kỷ 30 và là năm thứ 6 của thập kỷ 2970.